# Sepsisoma atra
Sepsisoma atra är en tvåvingeart som först beskrevs av Walker 1853.  Sepsisoma atra ingår i släktet Sepsisoma och familjen Richardiidae. Inga underarter finns listade i Catalogue of Life.